# لسانيات وصفية

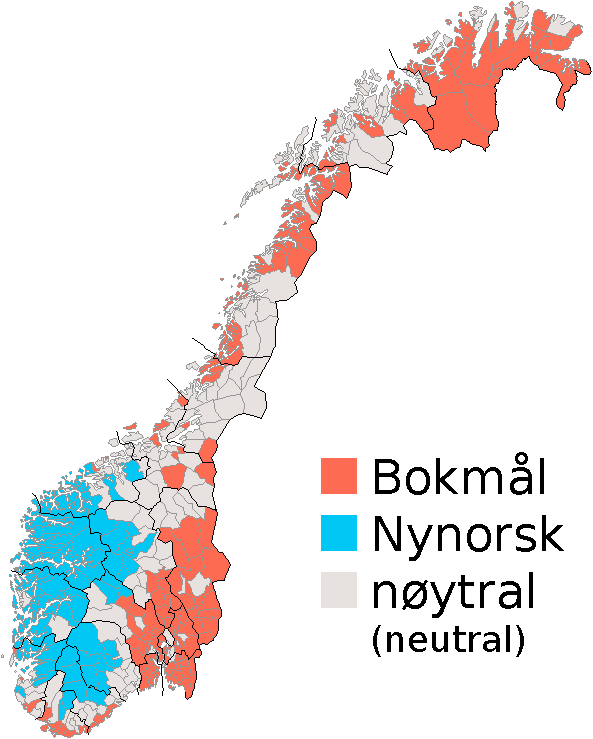

أسسَ اللسانيات الوصفيةَ أو الأَلْسُنِيَّة الوصفية في نهايات القرن التاسع عشر وبدايات العشرين عالمَا الأنثروبولجيا فرنص بوعز وإدوَرد سَبيَر العلم الخاص بدراسة وتحليل اللغة المنطوقة أثناء دراسة ثقافة أعراق سكان أمريكا الأصليين التي اهتمت ضمنياً بدراسة لغاتهم الأصلية الشفهية وتسجيلها خوفاً من انقراضها، ويمكن القول أن اللسانيات الوصفية تتكون من:
- الفونيميات ويعنى بالتعرف على فونيمات إذ يقوم الباحث بالاستماع إلى اللغة المحكية وجمع كمية كافية من البيانات Data Pool يستخرج منها فونيمات التي هي أصوات مجردة لا تؤدي لمعنى في حد ذاتها، ثم يتتبع التغيرات الدقيقة التي تحدث على الوحدة الصوتية المفردة وتؤدي إلى تغير معناها مثل صوت حرف الدال، وحرف الضاد في كلمتي (درب ـ ضرب).
- الصرف هو اكتشاف الكيفية التي تتكون بها الوحدات الصوتية المركبة بعد أن يُكمل الباحث تحديد كافة فونيمات فيبدأ في دراسة كيفية تراكبها لتكوين مرفيمات لها معنى مثل الأسماء والأفعال، أو أدوات لغوية مثل حروف الجر، وأفكسات التي تضاف لوحدة صوتية مركبة فتكسبها معنى جديدا.
- النحو لوصف ترتيب الوحدات الصوتية المركبة، ووظيفتها في الجملة بدراسة طريقة تكوين الجمل من الوحدات الصوتية المركبة، وكيف تستجيب كل جملة للمعنى المعجمي لكل وحدة، وما هي القواعد النحوية التي تتحكم في بناء الجملة من هذه الوحدات.[2]

## الوصف
القواعد الوصفية وكما يصفها عالم اللغة الإنكليزي لاري لاندروز هي المنهج اللغوي الذي يدرس كيف تبدو اللغة مقارنة بالقواعد التوجيهية التي تبين الشكل الذي ينبغي أن تكون عليه اللغة، وبعبارة أخرى، يركز النَّحْوِيّ الوصفي بتحليله على كيفية التواصل بين اصناف الناس المتنوعة في بيئات متنوعة، عادة في الحياة اليومية العادية، بينما يركز النَّحْوِيّ التوجيهي على القواعد والتراكيب النحوية المُحدَدَة في سجلات اللغة مسبقا. استخدم اندروز في كتابه مثال «أقل من» و «يقل عن»؛ حيث سَيُصُرح النَّحْوِيّ الوصفي على ان كلا هاتين العبارتين صحيحة طالما كلاهما يعطيان نفس المعنى للمتلقي، بينما سيقوم النَّحْوِيّ التوجيهي بتحليل القواعد التي تكمن وراء هاتين العبارتين ومن ثم يحدد وفقا لهذه القواعد أي العبارتين هي الأكثر صحة.يعتقد اندروز ايضاً بأنه على الرغم من كون اغلبية علماء اللغة هم من النُحاة الوصفيين، الا ان اغلبية معلمي المدارس العامة يميلون إلى ان يكونوا من النُحاة التوجيهيين.

## التحديات
ان الوصف الدقيق للكلام الحقيقي يحمل في طياته مشكلة عويصة، الامر الذي دفع علماء اللغة إلى التوصل إلى اوصاف تقريبية تفتقر إلى الدقة. أن جوهر النظرية اللغوية يتمحور حول المشكلات العلمية التي يتناولها علم اللغة الوصفي، فعلم الصوتيات وتطوراته النظرية (كالمقطع الصوتي) يدرس وظيفة الاصوات في لغة من اللغات، وعلم بناء الجملة الذي تطور ليصف القواعد التي تربط الكلمات ببعضها البعض لِتُكَوِن بذلك جُملاً، وعلم تأليف المعاجم الذي يهتم بجمع المفردات اللغوية واشتقاقاتها وتَغيُر دلالاتها. يحتاج الوصف اللغوي إلى توفر متحدث مقتدر اكتسب مايسمى «بالكفاءة اللغوية» التي تُمكنه من استنتاج تعبيرات صحيحة وتحاشي التعبيرات التي لاتعطي المعنى الذي يقصده المتكلم. اضف إلى ذلك، أن هناك عشرات الالاف من الاوصاف اللغوية لالاف اللغات التي قام بانجازها أفراد لايمتلكون التدريب اللغوي الكافي، فعلى سبيل المثال، يمكن لتعبير ما أن يكون غامضا للمستمع لكونه يحمل تفسيرات مختلفة. ومن الممكن ان يكون الغموض في اللغة امراً مستحباً (عند القاء النكات مثلاً) أو قد يكون العكس تماما، وذلك حسب نية المتكلم.
يعتبر الوصف اللغوي مناسبا وصفيا إذا تحقق واحد أو أكثر من الاهداف التالية لعلم اللغة الوصفي:
1. وصف علم الاصوات الكلامية للغة المعنية.
2. وصف علم صرف الكلمات التي تنتمي لتلك اللغة.
3. وصف بناء الجملة لتلك اللغة.
4. وصف الاشتقاقات المعجمية.
5. تضمن مفردات لغوية لايقل عددها عن الالف.
6. إعادة إنتاج بعض النصوص الاصلية.

## طالع أيضًا
- معيارية لغوية